# 腰越
腰越（こしごえ）は神奈川県鎌倉市の腰越地域（市南西部）に位置する大字および町名。ほか埼玉県比企郡小川町腰越もある（〒355-0327）。
鎌倉市腰越地域の現行行政地名については腰越一丁目から腰越五丁目と大字腰越。住居表示は一丁目から五丁目は実施済み区域、大字腰越は未実施区域。郵便番号は248-0033。古くから鎌倉への入り口（宿駅）、そして漁業の村として栄えてきた。
鎌倉市腰越地域はもともと、津村に所属する字だったが、寛文6年（1666年）11月に「腰越村」として分離した。以降明治時代までは相模国鎌倉郡津村郷腰越村と呼ばれたが、廃藩置県後に神奈川県鎌倉郡腰越村となる。なおこの頃の行政区画が現在の大字としての範囲とほぼ一致している。1889年（明治22年）に津村と合併し腰越津村が誕生したため、腰越村は消滅し大字となった。
腰越および津の両大字はその分離の過程（歴史の項にて詳述）によって非常に入り組んだ飛び地だらけとなっている。このため住宅地図をのぞくほとんどの地図では「腰越・津」とまとめて記載されていることが多い。

## 概要
鎌倉市の最南西に位置し、南部は相模湾に面し、西部は藤沢市と接している。北部は西鎌倉・津（津村）・津西と接し、東部は小動岬をはさんで七里ヶ浜と接している。
海岸線を国道134号と江ノ島電鉄線が平行して走る。また大字を縦断するように神戸川が走り、神奈川県道304号腰越大船線と旧江の島道が川をほぼ併走している。域内には江ノ島電鉄線腰越駅・鎌倉高校前駅、腰越漁港（明治以前は腰越浦と呼ばれた）、腰越行政センター、腰越海水浴場などの施設があり、また龍口寺や満福寺、腰越村の鎮守として信仰を集めた八王子社（現在の小動神社）など寺社も多い。

### 地価
住宅地の地価は、2023年（令和5年）1月1日の公示地価によれば、腰越字猫池ヶ谷1330番33の地点で16万2000円/m2、腰越1-8-6の地点で17万7000円/m2となっている。

## 歴史

### 腰越村成立以前
鎌倉幕府成立以前の古代腰越については史料が残存していないため、不明な点も多い。しかし鎌倉が古代から地域政治の中心として栄えていた事や、三浦半島を経由し海路で房総半島へ向かう古代の海道が腰越を走っていたらしい事が考古学の分野から判明しており、このことから腰越は古代から宿駅(腰越駅)として栄えていたと推測されている。
元暦2年（1185年）、源平合戦（治承・寿永の乱）において活躍した源義経は、念願の平家討滅を成し遂げたにもかかわらず兄・頼朝から面会を拒絶され続けた。そして旧暦5月24日（6月23日）、腰越の満福寺に逗留していた義経は頼朝の近臣・大江広元に兄への心情を訴え、執り成しを依頼する書状を認めたとされる。これが有名な腰越状である。

### 腰越村成立
江戸時代初期、腰越一帯は江戸幕府の代官がおさめる直轄地だったため代官がおかれ、村の政務一般に関する業務は実質的に土地の土豪島村氏が代わりに取り仕切っていた。しかし島村氏は苛烈な徴税をはじめ、数々の横暴をおこなったため、多くの村民が島村氏の支配に反発していた。このため一部の村民が村の分離を幕府に訴えた。その後寛文6年（1666年）11月に幕府は腰越を村として扱う事を決め、津村は腰越村と津村の二村にわかれた。
二村に分かれる際、島村氏とその縁者が持つ土地は津村、それ以外の者が持つ土地は腰越村に所属したため、村の内部に大量の飛び地が生まれる原因となった。

### 腰越村成立後から消滅まで
- 明和3年（1766年）11月18日 - 腰越村と、西側で接している片瀬村の村役人が、鉄砲場の建設に反対する訴状を提出。
従来、柳島村（現在の茅ヶ崎市柳島付近か）から片瀬村にかけてあった相州炮術調練場（幕府の役人用の射撃訓練場）を、腰越村へ延長する計画が起こった。鉄砲場が既にある地域では、騒音で魚が来なくなってしまい漁獲高が減ったり、防砂林が伐採されて田畑が砂を被ったりしていたため、このような被害が腰越村にも及ばぬよう訴えたものである。鉄砲場を管理する役人との討議の結果、鉄砲場は延長するが、当面は訓練を行わないことで合意に至った。
- 明和5年（1768年）5月 - 腰越村と片瀬村との間で境界紛争が起こる。
同年3月10日に、難破船の船板（長さ5間、幅3尺）が1枚、腰越村に流れ着いたが、これを片瀬村の者が引き揚げたことが発端となった。腰越村側の主張は、「享保12年（1727年）に腰越村と龍口寺との間であった争いの際に、片瀬村との境界は確定しており、杭も立てられていたが、片瀬村側がこれを抜き取り、杭の位置よりも2町腰越村寄りを境界としようとしている。」とするものであった。
これに対し、片瀬村は「船板が流れ着いた場所は、従来から片瀬村の者が地引網漁を営んできていた土地であり、享保12年（1727年）の判決に従ったとしても、問題の場所は片瀬村の土地であり、腰越村が片瀬村の土地を不当に奪おうとしているものである。」と主張した。
この紛争は安永5年（1776年）に決着した。判決では、双方の言い分とも採用されず、享保12年（1727年）の判決以前には竜口寺が「片瀬竜口寺」と呼び習わされていたことから、竜口寺を片瀬村側とするような境界が新たに定められた。また、腰越村は沖合い漁を、片瀬村は地引き網漁を、互いに入会（いりあい）として行ってきていたことを認定し、今後もこの慣例どおりとすることと言い渡された。

### 町名の変遷
- 1966年（昭和41年）9月1日 - 大字腰越の一部で住居表示を実施し、腰越一-五丁目を置く[10]。
- 1968年（昭和43年）6月1日 - 大字腰越の一部で住居表示を実施し、西鎌倉一-四丁目を置く[11]。
- 1969年（昭和44年）4月20日 - 大字腰越の一部で住居表示を実施し、七里ガ浜東一-四丁目を置く[12]。
- 1970年（昭和45年）1月1日 - 大字腰越の一部で住居表示を実施し、津西一および二丁目を置く[13]。
- 1972年（昭和47年）1月10日 - 大字腰越の一部で住居表示を実施し、七里ガ浜東五丁目ならびに七里ガ浜一および二丁目を置く[14]。

| 実施後           | 実施年月日    | 実施前（各字名ともその一部）                                                                       |
| ---------------- | ------------- | -------------------------------------------------------------------------------------------------- |
| 腰越一丁目       | 1966年9月1日  | 大字腰越、大字津                                                                                   |
| 腰越二丁目       | 1966年9月1日  | 大字腰越、大字津                                                                                   |
| 腰越三丁目       | 1966年9月1日  | 大字腰越、大字津                                                                                   |
| 腰越四丁目       | 1966年9月1日  | 大字腰越、大字津                                                                                   |
| 腰越五丁目       | 1966年9月1日  | 大字腰越、大字津                                                                                   |
| 西鎌倉一丁目     | 1968年6月1日  | 大字腰越、大字津                                                                                   |
| 西鎌倉二丁目     | 1968年6月1日  | 大字腰越、大字津                                                                                   |
| 西鎌倉三丁目     | 1968年6月1日  | 大字腰越、大字津                                                                                   |
| 西鎌倉四丁目     | 1968年6月1日  | 大字腰越、大字津                                                                                   |
| 七里ガ浜東一丁目 | 1969年4月20日 | 大字腰越字藤古、大字津字藤古谷                                                                     |
| 七里ガ浜東二丁目 | 1969年4月20日 | 大字腰越字矢口・字中山・字藤古・字田辺広町・字広町、大字津字藤古谷                                 |
| 七里ガ浜東三丁目 | 1969年4月20日 | 大字腰越字矢口・字藤古、大字津字大野・字藤古谷・字矢入、大字極楽寺字一ノ谷                         |
| 七里ガ浜東四丁目 | 1969年4月20日 | 大字腰越字矢口・字藤古・字田辺広町・字七回り・字矢入、大字津字田辺広町・字田辺谷・字東ノ谷・字大野 |
| 七里ガ浜東五丁目 | 1972年1月10日 | 大字腰越、大字津                                                                                   |
| 七里ガ浜一丁目   | 1972年1月10日 | 大字腰越、大字津                                                                                   |
| 七里ガ浜二丁目   | 1972年1月10日 | 大字腰越、大字津                                                                                   |
| 津西一丁目       | 1970年1月1日  | 大字腰越、大字津                                                                                   |
| 津西二丁目       | 1970年1月1日  | 大字腰越、大字津                                                                                   |

## 産業
腰越には漁港があり、しらすなどが捕れる。詳しくは「腰越漁港」を参照。

## 世帯数と人口
2023年（令和5年）7月1日現在（鎌倉市発表）の世帯数と人口は以下の通りである。なお、大字腰越は除く。大字腰越の人口は津 (鎌倉市)を参照。
| 丁目       | 世帯数    | 人口    |
| ---------- | --------- | ------- |
| 腰越一丁目 | 416世帯   | 1,211人 |
| 腰越二丁目 | 492世帯   | 1,086人 |
| 腰越三丁目 | 756世帯   | 1,529人 |
| 腰越四丁目 | 363世帯   | 771人   |
| 腰越五丁目 | 422世帯   | 976人   |
| 計         | 2,449世帯 | 5,573人 |

### 人口の変遷
国勢調査による人口の推移。
| 年                 | 人口  |
| ------------------ | ----- |
| 1995年（平成7年）  | 6,325 |
| 2000年（平成12年） | 6,121 |
| 2005年（平成17年） | 6,041 |
| 2010年（平成22年） | 5,978 |
| 2015年（平成27年） | 5,823 |
| 2020年（令和2年）  | 5,731 |

### 世帯数の変遷
国勢調査による世帯数の推移。
| 年                 | 世帯数 |
| ------------------ | ------ |
| 1995年（平成7年）  | 2,127  |
| 2000年（平成12年） | 2,206  |
| 2005年（平成17年） | 2,306  |
| 2010年（平成22年） | 2,335  |
| 2015年（平成27年） | 2,336  |
| 2020年（令和2年）  | 2,434  |

## 学区
市立小・中学校に通う場合、学区は以下の通りとなる（2017年7月時点）。
| 大字・丁目 | 番地 | 小学校               | 中学校             |
| ---------- | --- | -------------------- | ------------------ |
| 腰越       | 1〜1006、1175 1609〜1616、1978〜2186 2190〜2367 | 鎌倉市立腰越小学校   | 鎌倉市立腰越中学校 |
| 腰越       | 1007〜1008、1018〜1169 1180〜1314 | 鎌倉市立腰越小学校   | 鎌倉市立手広中学校 |
| 腰越       | 1009〜1017、1170〜1174 1176〜1179、1315〜1416 1427、1429、1431 1459、1494、1510〜1608 1632〜1668、1671〜1672 1679〜1692、1714〜1722 1749〜1753、1761〜1768 1775、1788〜1798、1807 1823、2187 | 鎌倉市立西鎌倉小学校 | 鎌倉市立手広中学校 |
| 腰越       | 1617〜1631、1669 1673〜1678、1693〜1713 1723〜1748、1754〜1760 1779〜1774、1777〜1785 1826、1898〜1977                                                                                       | 鎌倉市立西鎌倉小学校 | 鎌倉市立腰越中学校 |
| 腰越一丁目 | 全域 | 鎌倉市立腰越小学校   | 鎌倉市立腰越中学校 |
| 腰越二丁目 | 全域 | 鎌倉市立腰越小学校   | 鎌倉市立腰越中学校 |
| 腰越三丁目 | 全域 | 鎌倉市立腰越小学校   | 鎌倉市立腰越中学校 |
| 腰越四丁目 | 全域 | 鎌倉市立腰越小学校   | 鎌倉市立腰越中学校 |
| 腰越五丁目 | 全域 | 鎌倉市立腰越小学校   | 鎌倉市立腰越中学校 |

## 事業所
2021年（令和3年）現在の経済センサス調査による事業所数と従業員数は以下の通りである。
| 大字・丁目 | 事業所数  | 従業員数 |
| ---------- | --------- | -------- |
| 腰越       | 48事業所  | 214人    |
| 腰越一丁目 | 27事業所  | 833人    |
| 腰越二丁目 | 56事業所  | 187人    |
| 腰越三丁目 | 86事業所  | 362人    |
| 腰越四丁目 | 23事業所  | 194人    |
| 腰越五丁目 | 30事業所  | 171人    |
| 計         | 270事業所 | 1,961人  |

### 事業者数の変遷
経済センサスによる事業所数の推移。
| 年                 | 事業者数 |
| ------------------ | -------- |
| 2016年（平成28年） | 253      |
| 2021年（令和3年）  | 270      |

### 従業員数の変遷
経済センサスによる従業員数の推移。
| 年                 | 従業員数 |
| ------------------ | -------- |
| 2016年（平成28年） | 1,912    |
| 2021年（令和3年）  | 1,961    |

## 交通

### 鉄道
- 江ノ島電鉄（江ノ電）
  - 江ノ島電鉄線
    - - 腰越駅 - 鎌倉高校前駅 -

### 道路
- 国道134号

## 伝説
昔、鎌倉の深沢には大きな湖があり五頭竜が住んでいた。十六人の子供がいた津村の長者の子供達も一人残らず五頭竜の犠牲となり“子死越”が腰越の地名の起こりだという。その後、五頭竜は、江の島の弁財天に悪業を戒められ守護神として龍口明神社に祀られたとされている。

## 腰越を舞台とした作品
音楽
- 渡辺大地 『腰越』 - 「鎌倉高校前〜江ノ電から見える風景〜」、収録曲

映画
- 『天国と地獄』 - 犯人グループのいる別荘の所在地
- 『きみの声をとどけたい』 - 舞台の日ノ坂町は当地がモデルとなっている

## その他

### 日本郵便
- 郵便番号 : 248-0033[3]（集配局 : 鎌倉郵便局[26]）。